# کلوم اسکاتسون
کلوم اسکاتسون (انگلیسی: Callum Scotson؛ زادهٔ ۱۰ اوت ۱۹۹۶) دوچرخه‌سوار اهل استرالیا است.
وی در مسابقات کشوری و بین‌المللی در مجموع برندهٔ ۱ مدال طلا، ۲ مدال نقره، ۲ مدال برنز شده‌است.